# 카라카스 메트로

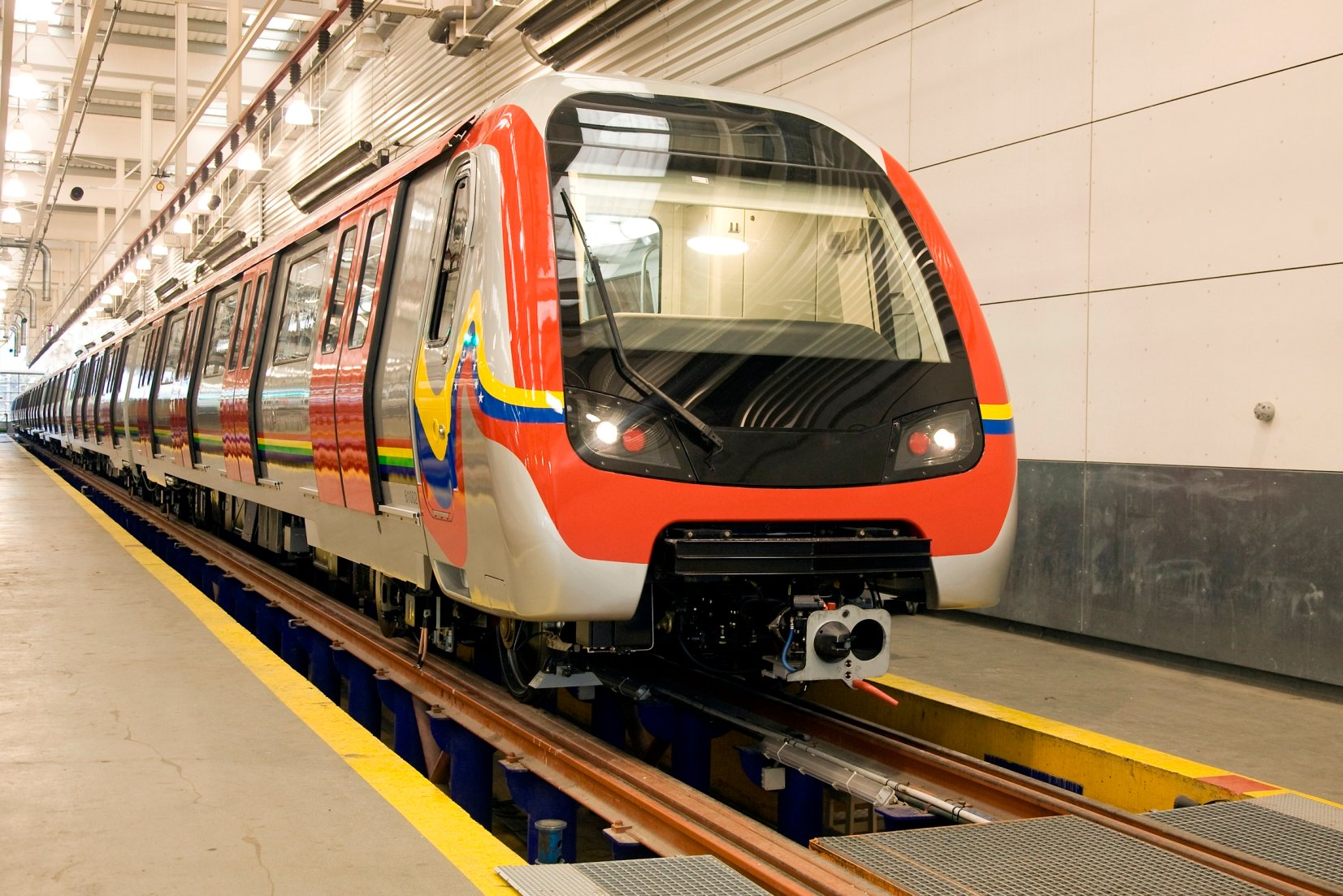
카라카스 메트로의 CAF 열차

카라카스 메트로(스페인어: Metro de Caracas)는 베네수엘라 카라카스의 도시철도 시스템이다. 이 지하철은 1960년대 초기 계획 단계부터 30년 이상 이 프로젝트를 이끈 호세 곤살레즈란데르가 1977년에 설립한 국유 회사인 Compañía Anónima Metro de Caracas에서 건설 및 운영하고 있다.